# Історія Іраку

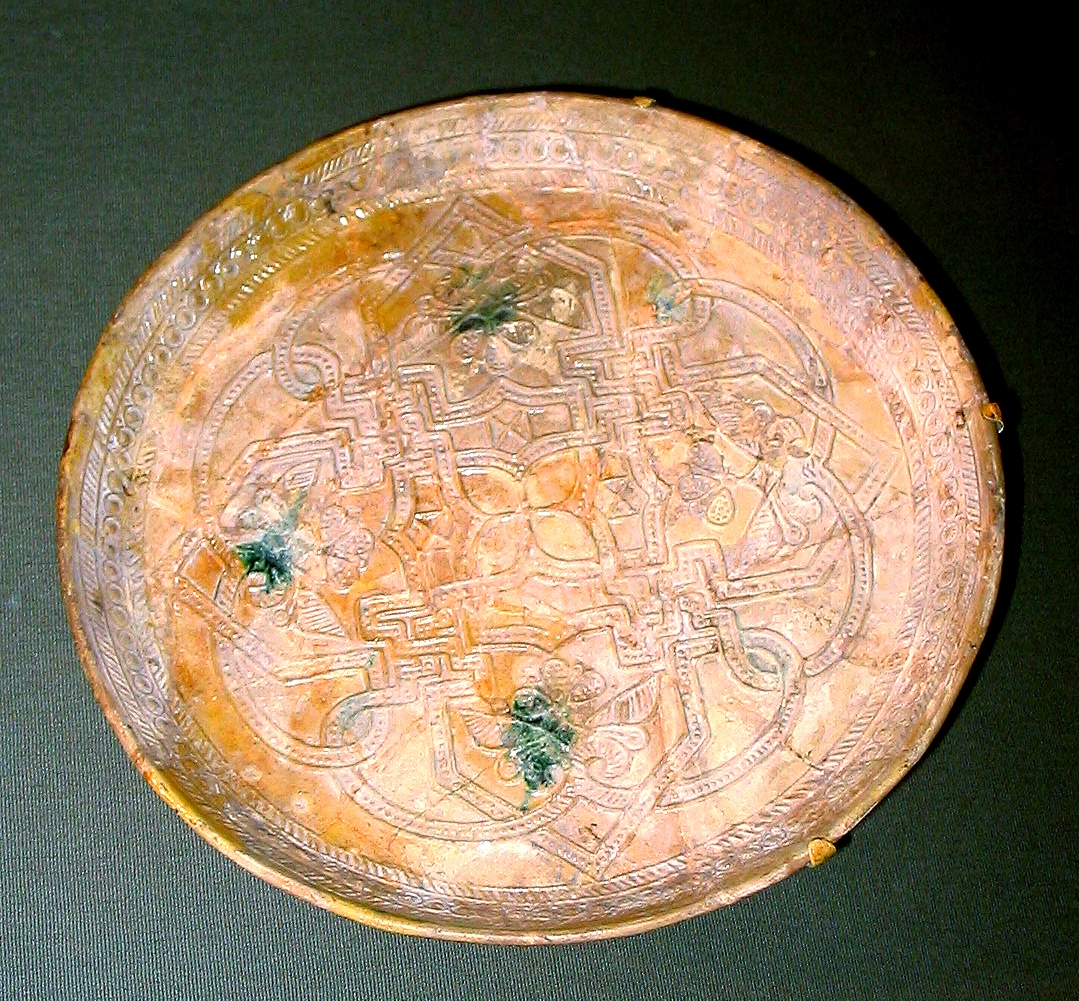
Тарілка IX століття

Древня Месопотамія, на території якої знаходиться сучасний Ірак, була однією з основних колисок близькосхідних цивілізацій. У стародавні часи на території Іраку існували держави Шумер, Аккад, Ассирія, Вавилонське царство. У VI ст. до н. е. територія Месопотамії увійшла до складу Перської імперії, а після її падіння в 331 р. до н. е. стала частиною імперії Олександра Великого. Пізніше країна входила до складу Парфії, а після — до Персії.

## Доісторичний час
Найдавніші сліди перебування людей на території сучасного Іраку знайдені на півночі країни, в гірських районах Курдистану. Це стоянка неандертальців у печері Шанідар. Її час існування відносять до 50 тис. років тому — періоду мустьєрської археологічної культури. Період мустьєрської культури змінив період барадостської культури на тій же півночі Іраку (35-18 тис. до н. е.). Барадостську археологічну культуру змінила культура Зарзі (18-8 тис. до н. е.). Перехід від палеоліту до мезоліту на півночі Іраку відзначився існуванням культури Шанідар - Карім-Шахір (9-8 тис. до н. е.) та культури Джармо (8-6 тис. до н. е.). В цей час первісні люди почали займатися поряд з мисливством, збиральництвом і рибальством також і землеробством.
Починаючи з 6 тис. до н. е. на території Іраку настала епоха неоліту. В центрі та на півночі країни виникла археологічна культура Хассуна-Самарра. Їй на зміну прийшла убейдська культура (5-4 тис. до н. е.), яка охопила вже всю територію Іраку. Основним заняттям населення стало землеробство, виникли чисельні поселення і перші міста. У середині 4 тис. до н. е. південь Іраку заселив народ шумерів, котрий створив Уруцьку культуру.

## Стародавня Месопотамія

### Шумерсько-Аккадський період
Близько 3100—2900 рр. до н. е. на півдні Іраку, в Шумері існувала археологічна культура Джемдет-Наср. У цей час виникли перші міста-держави шумерів та їхня писемність. Шумерських міст-держав було кілька десятків. Спочатку (бл. 2750 — бл. 2615 рр. до н. е.) головним серед них був Кіш. Далі гегемонія відійшла до м. Урук (бл. 2615 — бл. 2500 рр. до.н. е.). Потім було піднесення міст Ур та Лагаш, в якого владу відібрав володар м. Умма Лугальзагесі. Йому ненадовго вдалося об'єднати Шумер під своєю владою, проте в шумерів з'явився грізний супротивник у вигляді семітських племен центрального і північного Іраку. Спочатку семіти тривалий час перебували під культурним впливом шумерів, перейняли в них клинописну писемність, пристосувавши її до своєї мови. У них теж виникли міста-держави, зокрема такі, як Сіппар, Ешнунна, Ашшур та інші. Сила семітів поступово наростала і за царя Шаррумкена їм вдалося розгромити шумерські війська на чолі з Лугальзагесі близько 2316 р. до н. е. та встановити свою владу в Межиріччі.
Виникла об'єднана семітсько-шумерська держава Аккад. Вона проіснувала близько півтори сотні років та мала великий вплив в районі Передньої Азії. Врешті-решт вона впала під тиском внутрішніх повстань та вторгнення зі північного сходу гірського племені кутіїв. Панування кутіїв тривало близько ста років. В цей період зросла роль шумерського міста Лагаш, правитель якого Гудеа правив як васал кутіїв. Близько 2100 р. до н. е. повстання шумерів на чолі з Утухенгалем покінчило з владою кутіїв та відновило незалежність Шумеру. Держава 3-ї династії Уру проіснувала близько ста років (бл. 2100—2000 рр. до н. е.). Але в результаті моральної деградації шумерського суспільства (казармово-тоталітарна модель держави, з допомогою котрої шумери надіялись зберегти свою незалежність), Шумер став здобиччю сусідніх народів — амореїв з заходу та еламітів зі сходу. Останній незалежний шумерський цар Іббі-Сін близько 2003 р. до н. е. був взятий у полон еламітами та напевно страчений. Територія Шумеру була розділена між переможцями.

### Вавилонсько-Ассирійський період
Після падіння шумерської державності влада по всій території сучасного Іраку перейшла в руки семітських династій походженням з семітських народів — аккадців, амореїв, ассирійців та інших. Шумерське населення півдня Іраку поступово асимілювалося з семітами та через кілька століть перестало існувати як окремий народ. Виникли такі нові семітські держави як Ісін, Ларса, Вавилон та інші. Знову об'єднати Межиріччя в єдину державу вдалося царю Вавилонії Хамурапі в середині 18 ст. до н. е. В 16 ст. до н. е. Вавилонія занепала та потрапила під владу іноземної кассітської династії. В той же час в північному Іраку протягом 13-11 ст. до н. е. відбулося перше піднесення могутності Ассирії. Нашестя кочових племен арамеїв з території сучасної Сирії в 11-10 ст. д н. е. знову привело до занепаду Вавилонії та Ассирії.
9-7 ст. до н. е. — час нового та найбільшого піднесення могутності Ассирії, коли вона встановила гегемонію в Передній Азії.
Але 612 р. до н.е. Ассирія була розгромлена об'єднаними військами Мідії та повсталого Вавилону. Протягом 612—539 рр. до н. е. Іраком керувала Нововавилонська держава.

## Класична античність
Перський цар Кір II Великий завоював Вавилонське царство в 539 р.до н. е. Імперія Ахеменідів панувала в Іраку з 539 р. до н. е. до 330 р. до н. е.
У 330 р. до н. е. територія Месопотамії перейшла з рук Перського царства в руки Греко-Македонського царства Олександра Македонського. Поширювалась грецька культура. Після розпаду імперії Олександра територія Іраку дісталась Селевкідам. У 2 ст. до н. е. — 224 р. н. е. країною володіло Парфянське царство, 224—636 рр. — Сасаніди.

## Середньовіччя
У VII ст., перебуваючи під владою персів, країна знову на тривалий час була захоплена арабами, які принесли з собою іслам та арабську мову, а також дали країні її нинішню назву. 750 року влада в країні перейшла до халіфів Аббасидів, які заснували Багдад (столиця країни з 762).
У VIII-IX століттях Ірак став одним з найважливіших економічних, політичних, культурних і релігійних центрів у мусульманському світі. 1258 року халіфат занепав під ударами монгольських військ, які ще раз наприкінці XIV ст. на чолі з Тамерланом здійснили спустошливий набіг на країну. 1534 року країна опинилася під владою османів, які перемогли у боротьбі з персами за право володіти іракськими землями. Ірак був провінцією Османської імперії до початку XX ст., за винятком періоду 1707–1831 років, коли країною правили багдадські мамлюки.

## XX століття

### Британський мандат
Починаючи з XIX ст. західноєвропейські держави — Франція, Німеччина, Велика Британія — виявляли підвищений інтерес до Іраку, втім, як і до Близькосхідного регіону в цілому. Під час Першої світової війни британські війська воювали проти Османської імперії, яка після розпаду Османської імперії втратила і територію Іраку. 1921 року Ірак став незалежною державою з конституційною монархією, однак до 1932 Велика Британія мала мандат на управління Іраком. 

### Незалежне королівство Іраку
1955 року Ірак підписав Багдадський пакт, а в 1958 утворив з Королівством Йорданії Єдину арабську державу. 

### Республіка Ірак
Революція 1958 року, під час якої були вбиті король, регент і прем'єр-міністр країни, поклала край монархії. Ірак проголошено республікою. Він вийшов з Багдадського пакту та Арабського Союзу Іраку і Йорданії, в країні встановлено диктатуру генерала Касема, усунутого в результаті державного перевороту в 1963. 

#### Баасистський Ірак

Ірак у 1961

Після серії державних переворотів у 1968 році до влади прийшла партія Баас (Партія арабського соціалістичного відродження), яка пішла на зближення з Радянським Союзом.
У 1979 р. президентом країни став Саддам Хусейн, який у 1980 р. розв'язав війну проти Ірану за володіння багатим на нафту районом Шат-ель-Араб. У 1988 р. війна закінчилася поразкою Іраку, а в серпні 1990 р. Ірак напав на сусідній Кувейт, оголосивши його своєю провінцією. Війська союзників на чолі з США отримали мандат ООН на застосування сили, і в лютому 1991 р. Кувейт був звільнений від іракських військ. Після поразки у цій війні уряд Іраку опинився в дипломатичній та економічній ізоляції більшості держав світу і зіткнувся з активізацією боротьби опозиційних рухів курдів і шиїтів.

## Американське вторгнення і його наслідки (з 2003 до сьогодні)

### Вторгнення і окупація (2003-2011)
20 березня 2003 р. в Ірак вторглись війська США, які швидко повалили режим С.Хусейна. Обґрунтування окупації американцями Іраку було непереконливим, але тим не менше жорстокий режим був ліквідований. Війська США та їх союзників перебували в країні до 2012 р. Під контролем американців були проведені вибори та сформовано уряд та інші органи влади. Однак в той же час в цей період в країні активізувались екстремістські ісламські організації, які здійснювали теракти.

### Повстання, війна і протести (з 2011)
2014 р. значну частину території Іраку захопили терористи ІДІЛ, яких вдалося розгромити лише 2017 р.